# Liste der deutschen Botschafter in Thailand
Die Liste der deutschen Botschafter in Thailand enthält die jeweils ranghöchsten diplomatischen Vertreter des Deutschen Reichs und der Bundesrepublik Deutschland in Thailand. Sitz der Botschaft ist in Bangkok.
Bereits vor 1888 gab es konsularische Vertretungen in Bangkok. Die Auslandsvertretung wurde seitdem von 1888 bis 1908 durch Ministerresidenten, von 1908 bis 1956 durch außerordentliche Gesandte und Ministre plénipotentiaire und seit 1956 durch Botschafter geleitet. Von 1957 bis 1975 war dieser zeitgleich in Vientiane, Laos akkreditiert.

## Deutsches Reich
Die folgende Übersicht listet die deutschen Diplomaten in Siam (bis 1939) und nach dessen Gliederung in mehrere Länder in Thailand auf.
| Name                                                        | Amtszeit  | Anmerkungen                                                        |
| ----------------------------------------------------------- | --------- | ------------------------------------------------------------------ |
| Peter Franz Kempermann                                      | 1888–1897 |                                                                    |
| Wilhelm von Seldeneck                                       | 1897–1898 |                                                                    |
| Conrad von Saldern                                          | 1899–1903 |                                                                    |
| Georg Coates                                                | 1903–1906 | ab 1904 beurlaubt wegen Übernahme der Gesandtschaft in Adis Abbeba |
| Adolf von Prollius                                          | 1906–1910 |                                                                    |
| Konrad von der Goltz                                        | 1910–1913 |                                                                    |
| Paul von Buri                                               | 1913–1917 |                                                                    |
| Keine Vertretung von 1917 bis 1925. Schutzmacht Niederlande |           |                                                                    |
| Rudolf Asmis                                                | 1925–1932 |                                                                    |
| Erich Nord                                                  | 1933–1935 |                                                                    |
| Wilhelm Thomas                                              | 1936–1941 |                                                                    |
| Ernst Wendler                                               | 1943–1945 |                                                                    |

## Bundesrepublik Deutschland
| Name                         | Amtszeit  | Anmerkungen            |
| ---------------------------- | --------- | ---------------------- |
| Gottfried Kaumann            | 1952–1954 | Gesandter              |
| Horst Böhling                | 1955–1959 | bis 1956 als Gesandter |
| Hans Bidder                  | 1960–1962 |                        |
| Hans-Ulrich von Schweinitz   | 1962–1967 |                        |
| Ulrich Scheske               | 1967–1971 |                        |
| Ulrich von Rhamm             | 1971–1974 |                        |
| Edgar von Schmidt-Pauli      | 1975–1979 |                        |
| Walter Boss                  | 1979–1981 |                        |
| Johann Christian Lankes      | 1982–1985 |                        |
| Helmut Rückriegel            | 1985–1988 |                        |
| Bernd Oldenkott              | 1988–1990 |                        |
| Berthold von Pfetten-Arnbach | 1990–1995 |                        |
| Hans-Dieter Siemes           | 1995–1998 |                        |
| Hermann Erath                | 1998–2001 |                        |
| Andreas von Stechow          | 2001–2005 |                        |
| Christoph Brümmer            | 2005–2008 |                        |
| Hanns Heinrich Schumacher    | 2008–2011 |                        |
| Rolf Peter Gottfried Schulze | 2011–2015 |                        |
| Peter Prügel                 | 2015–2018 |                        |
| Georg Schmidt                | 2018–2023 |                        |
| Ernst Reichel                | seit 2023 |                        |